# Ron Taylor
Ron Josiah Taylor (Sydney, 8 maart 1934 – 9 september 2012) was een haaiexpert, onderwaterfilmer uit Australië.
Ron werkte samen met zijn vrouw Valerie May Taylor (1935). Ze zijn bekend geworden door hun medewerking aan de films Jaws, Orca en Sky Pirates. Zijn eerste film was in 1962 Playing with Sharks. Daarna volgden natuurdocumentaires als Shark Hunters (1962), Blue Water, White Death (1971) en vele andere films.
Verder hebben ze vele wetenschappelijke onderzoeken gedaan onder water. In 1982 was hij vier maanden in de Perzische Golf onderwaterbeelden aan het filmen voor zes educatieve films over de Marine. Er zijn ook veel boeken uitgegeven met onderwaterfoto's gemaakt door Ron en Valerie Taylor.
Ze zijn in hun land onderscheiden als Member of the Order of Australia.
In 2012 is hij overleden op 78-jarige leeftijd aan leukemie.